# 乌拉圭
乌拉圭东岸共和国（西班牙語：República Oriental del Uruguay），通称乌拉圭（西班牙語：Uruguay），南美洲东南部国家，西邻阿根廷，东与北邻巴西，南濒拉普拉塔河，东南濒大西洋。乌拉圭人口342万，其中近180万居于其首都和最大城市蒙得维的亚及其都市区。乌拉圭领土面积为176,000平方（68,000平方英里），为南美洲第二小，仅大于苏里南。
查鲁亚人在乌拉圭地区定居时间近四千年。1680年，葡萄牙殖民者抵达并建立科洛尼亚-德尔萨克拉门托，亦为这一区域内最古老的欧洲定居点。18世纪初西班牙在此建立军事据点蒙得维的亚，对这一区域开始进行争夺。1811年至1828年，在西班牙、葡萄牙、阿根廷及巴西四国爭鬥之中，乌拉圭获得独立地位。在19世纪乌拉圭频繁受到外国影响及入侵，其军队在国内政治常年扮演重要角色，这一状况一直持续至20世纪末期。现代乌拉圭为一民主制立宪共和国，其总统为国家元首及政府首脑。
在拉丁美洲国家中，乌拉圭于民主程度、和平程度、清廉程度及电子政务方面均排列首位，并于新闻自由、经济上列南美洲首位。乌拉圭对联合国维持和平部队的人均贡献量居世界第一。在经济自由度、收入均衡、人均收入及外商直接投资流入方面，乌拉圭亦居区域第二位。在全美洲范围内，乌拉圭的人类发展指数、GDP增长、创新能力及基础设施建设居大洲第三。联合国将乌拉圭归为高收入国家（最高层级）。在电子参与程度上，乌拉圭居世界第三。乌拉圭亦为世界重要的羊毛、稻米、大豆、冷冻牛肉、麦芽和牛奶出口国。
2013年，《经济学人》将乌拉圭列为“世界年度国家”，并对其大麻生产、销售及使用合法化举措做出认同；承認同性婚姻，堕胎亦为合法。由此，乌拉圭被认为是世界上最为自由及社会进步的国家之一，在个人权利、宽容及包容尺度上均居世界前列。

## 国名
乌拉圭得名于乌拉圭河，“乌拉圭”为该河流瓜拉尼语名称的西班牙语发音。对于这一名称有多种不同释义，如“鸟河”（查鲁亚语“乌拉河”，其中“乌拉”（urú）意为鸡雁）。此名称亦有可能源自与当地盛行的称“乌拉瓜”（uruguá）的河流蜗牛。
西班牙殖民时期及其后，乌拉圭及其周边地区称“内普拉塔”（Cisplatina）及“东岸区”（Banda Oriental），后亦称“东岸省”，而在独立后则最终称为“乌拉圭东岸共和国”（la República Oriental del Uruguay）。
中文译称方面，“Uruguay”曾被翻译成“乌拉乖”、“乌路危”等，“乌拉圭”这一译称则首次见于《外国史略》。在1956年以前，新华社、《世界知识》等曾将其全称译为“乌拉圭东方共和国”，但因为“东方”容易让人对该国产生错觉及歧义，故在1956年乌拉圭驻英属香港领事访问期间，中华人民共和国国务院总理周恩来接受了外交部美大司司长徐勇焕的建议，将“东方”改成“东岸”，延续至今，而中華民國方面則維持乌拉圭东方共和国之譯名並未進行更動。

## 历史
早期乌拉圭河东岸居住着查鲁亚人。

### 早期殖民史
1516年初，这一区域由西班牙探险家胡安·迪亚斯·德索利斯发现。自1680年后一直由西班牙和葡萄牙争夺。最后在1726年由西班牙人赢得，成为西班牙殖民地，建立蒙得维的亚军事港口。1776年，西班牙把这区并入拉普拉塔总督辖区，当时称为“拉普拉塔河东岸区”（Banda Oriental）。

### 独立戰争
19世纪初期，整个由西班牙统治的拉丁美洲各地，纷纷出现独立战争。1811年，民族英雄何塞·赫瓦西奥·阿蒂加斯发动战事，于1815年控制了全境。1816年，葡萄牙再次入侵，并于1821年7月把整个乌拉圭领地并入巴西，改名为内普拉塔省，而阿根廷背景的拉普拉塔联合省则与之争夺。1825年8月25日，以胡安·安东尼奥·拉瓦列哈为首的33名东岸人从阿根廷回国，收复了蒙得维的亚，自行宣布乌拉圭独立，并将8月25日定为国庆日。1828年，《蒙得维的亚条约》确定乌拉圭主权。

### 现代历史
及后乌拉圭不断卷入邻国军事冲突，死伤无数。同时乌拉圭从欧洲收留了大批移民，并以农业出口为乌拉圭重要经济命脉。二次大战前，欧洲和世界其他地方不断爆发战事，大量农产品从乌拉圭输出，令依赖农业为生的乌拉圭成为富裕国家。
二战结束后，由于国际农产品价格不断下滑，令乌拉圭经济陷入长期性衰退。经济萧条令乌拉圭政局陷入混乱，多次发生军事政变，因此逐渐成为经济落后的国家。
2004年，塔瓦雷·巴斯克斯當選總統，2005年3月1日正式就任乌拉圭总统，是该国历史上第一位左翼總统。隨著左翼政党联盟广泛阵线上台執政，採取溫和的社會經濟改革，乌拉圭经济迅速崛起，在2004年到2008年，GDP以每年6.7%的速度增长，贫困人口从33%下降到21.7%，2011年更下降至18.6%，称为拉美国家的一大亮点。在全球金融危机下，经济增长速度受限，但政府通过更高的公共支出和投资，成功避免了经济衰退，使得2010年的乌拉圭经济仍然以超过7%的速度增长。
2013年，烏拉圭獲選經濟學人的年度代表國，獲選原因為烏拉圭總統何塞·穆希卡的平民風範享譽世界。乌拉圭亦于2013年4月通過同性婚姻法案，2013年7月又通過法案成為世界上首個將大麻買賣合法化的國家。

## 地理

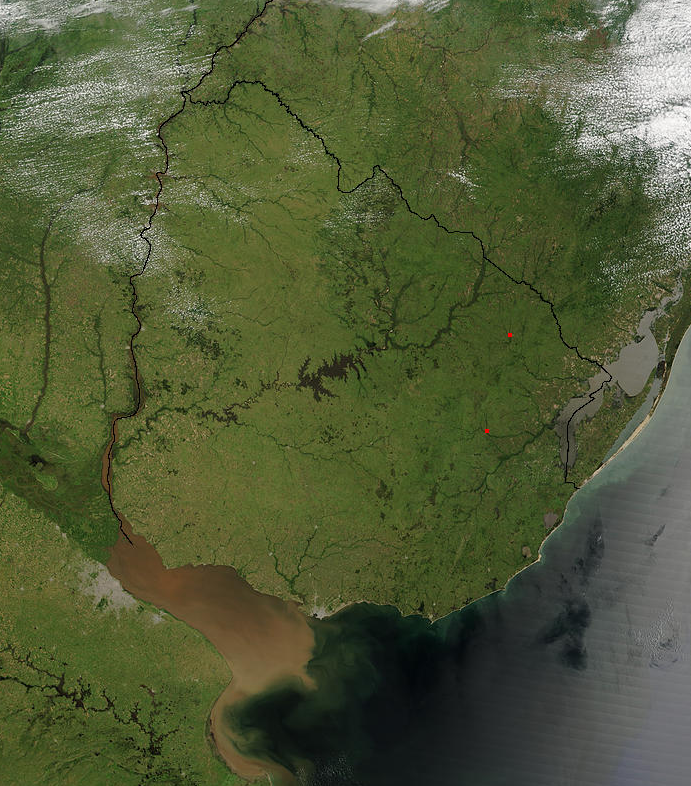
烏拉圭衛星空照圖

烏拉圭乃南美洲第二小的國家，地形以平原為主，山脈最高不過514公尺。滨海地區，主要是飼養牛羊等家畜的牧場。烏拉圭同時有多條大河，其中以烏拉圭河為最大，同時河岸還有多個湖泊，而烏拉圭河西面則形成國界之一。
烏拉圭氣候属南半球副热带湿润气候，五至八月乃冬季，十二月至二月乃夏季。雖然受到安地斯山脈乾燥的西風影響，但由於臨近海洋，又有巴西暖流流经，降水颇多。

## 政治

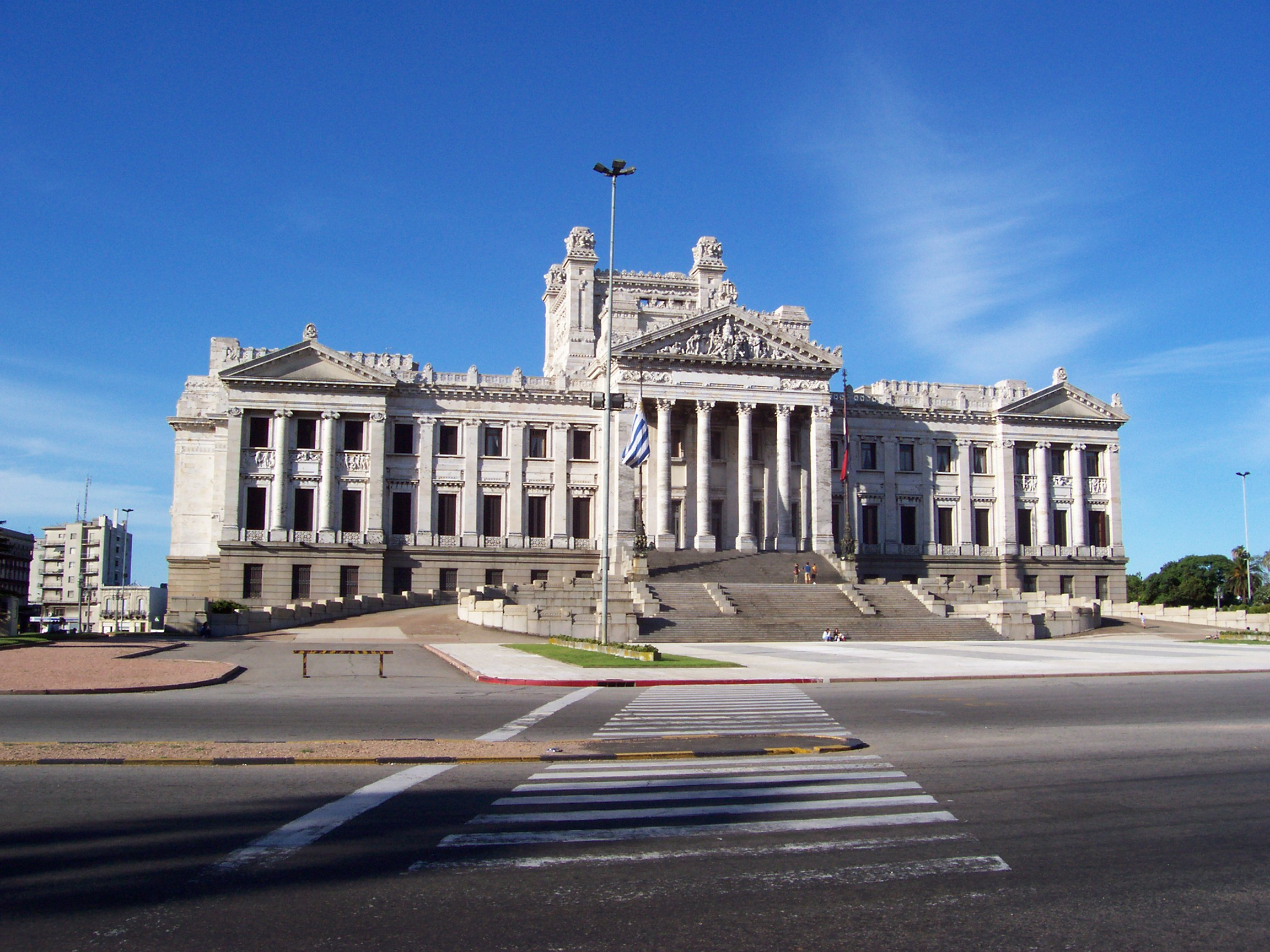
烏拉圭國會

1830年7月18日頒佈第一部憲法，後多次修改。1951年的憲法廢除了總統制，建立國務會議制（最高行動權力機構）。1966年修憲，恢復總統制。1973年軍人政變後停止實施憲法。1985年民選政府上臺後即予恢復。憲法規定烏拉圭實行民主共和制，三權分立。
總統是國家元首和政府首腦，兼武裝力量最高統帥，副總統擔任參議員，兼任國會主席和參議長。總統、副總統、國會議員和各省省長均由公民直接選舉產生，任期五年。總統不能連任，但可隔屆再次參選。總統之下再設十三個內閣部長，由總統委任，統轄各個行政機關。
2015年3月1日，頗孚人望的總統何塞·穆希卡任期屆滿下台，繼任者為塔瓦雷·巴斯克斯 (Tabaré Vázquez)
在2019年烏拉圭大選中，路易斯·拉卡列·波烏當選，成為新一任總統。

### 行政區劃

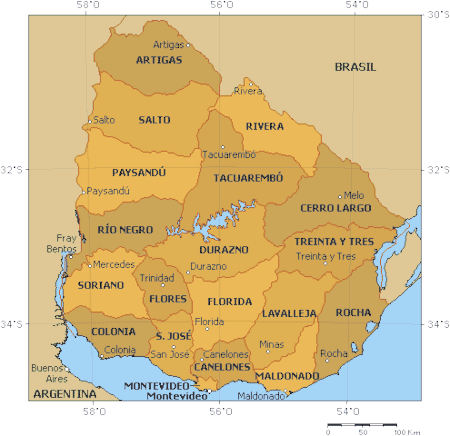
烏拉圭行政區劃地圖

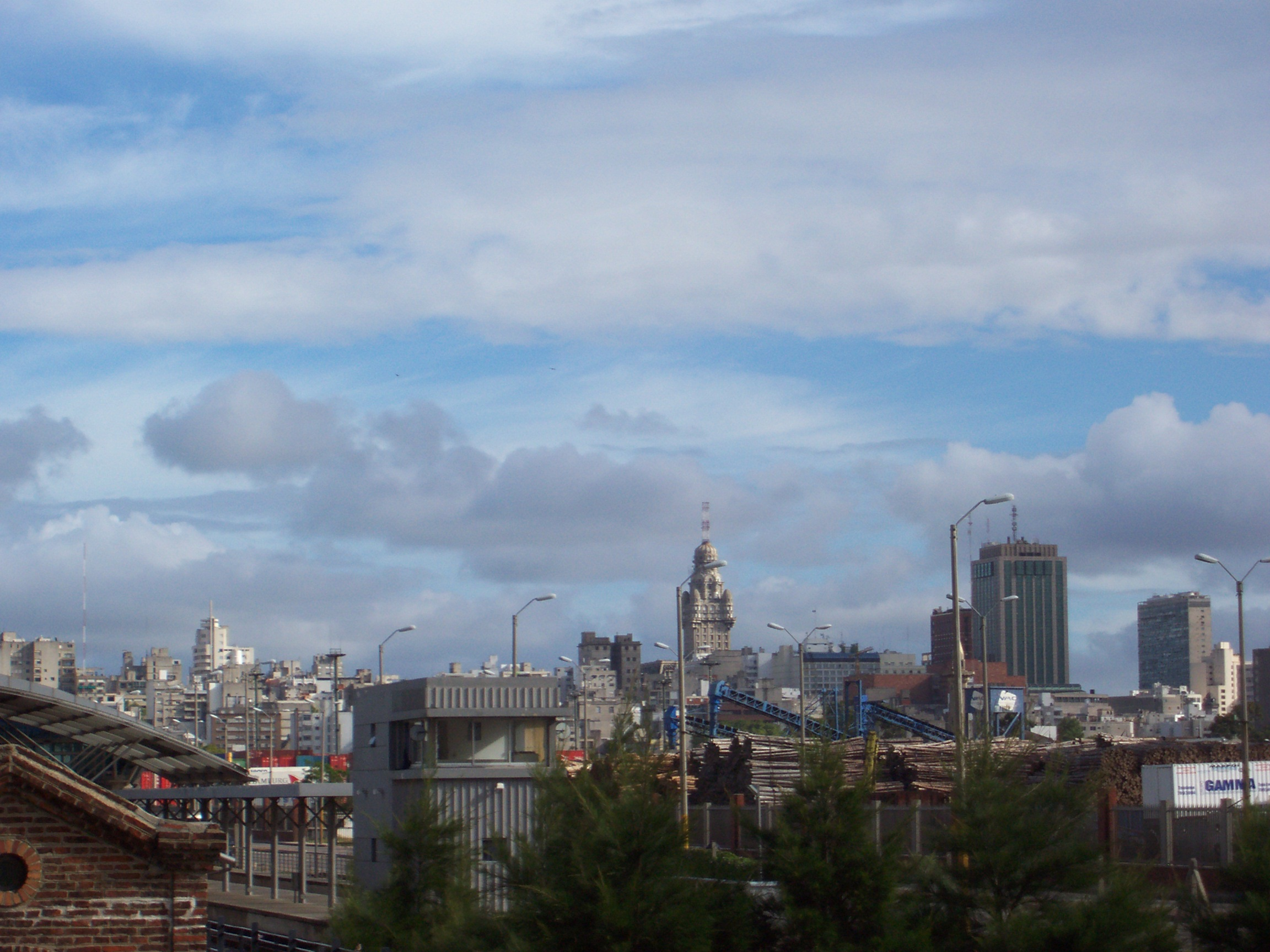
首都蒙特維多一景

全国共分19个省。
- 阿蒂加斯（Artigas）
- 卡内洛内斯（Canelones）
- 塞罗拉尔戈（Cerro Largo）
- 科洛尼亚（Colonia）
- 杜拉斯诺（Durazno）
- 弗洛雷斯（Flores）
- 佛罗里达（Florida）
- 拉瓦列哈（Lavalleja）
- 马尔多纳多（Maldonado）
- 蒙得维的亚（Montevideo）
- 派桑杜（Paysandú）
- 里奥内格罗（Río Negro）
- 里韦拉（Rivera）
- 罗恰（Rocha）
- 萨尔托（Salto）
- 圣何塞（San José）
- 索里亚诺（Soriano）
- 塔夸伦博（Tacuarembó）
- 三十三人（Treinta y Tres）

## 经济

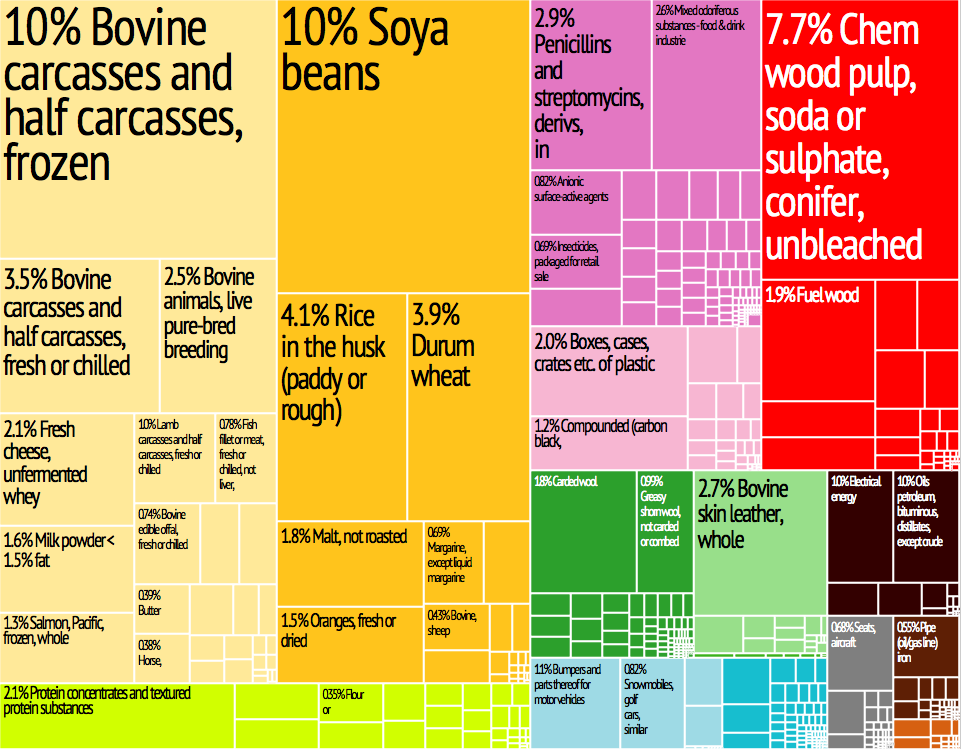
該國的出口在28個顏色編碼的類別的圖形化描述

烏拉圭經濟主要依靠出口農業，早在二十世紀初歐洲爆發戰事時，烏拉圭便大量出口農產品到歐洲等各地，令烏拉圭一度成為南美洲富裕的國家。現時烏拉圭經濟雖然不能與二十世紀初相比，烏拉圭仍然是靠出口農業帶動。2000年南美洲爆發經濟危機，巴西和阿根廷率先為重災區，烏拉圭因為有一半出口是輸向巴西和阿根廷，結果也受到牽連，不但出口大跌，失業率還達到雙位數字。烏拉圭乃南美洲區中另一個經濟蕭條的國家，但2004年起，烏拉圭經濟開始隨著巴西、阿根廷復甦，在近來的經濟危機下，烏經濟仍然增長，和旁邊的阿根廷、巴拉圭、巴西形成鮮明對比。2011年人均國內生產總值15,469美元，在南美洲獨占鳌頭。另外，和一般拉美國家不同的是，烏拉圭基尼係數在拉丁美洲較小（0.446）。

## 人口和民族
| 2021年烏拉圭宗教 | 2021年烏拉圭宗教 | 2021年烏拉圭宗教 | 2021年烏拉圭宗教 | 2021年烏拉圭宗教 |
| ---------------- | ---------------- | ---------------- | ---------------- | ---------------- |
| 宗教             | 宗教             |                  | 百分比           | 百分比           |
| 天主教           | 天主教           |                  | 44.8%            | 44.8%            |
| 其他基督教教派   | 其他基督教教派   |                  | 9.5%             | 9.5%             |
| 無宗教           | 無宗教           |                  | 44.5%            | 44.5%            |
| 其他             | 其他             |                  | 1.2%             | 1.2%             |

328.63萬（2011年，烏拉圭國家統計局），其中白種人占90.8%，印歐混血種人占5%。官方語言為西班牙語。大部分的居民信奉天主教。烏拉圭主要是由歐洲移民過來的歐洲人組成。原住民查魯亞人早在數百年前歐洲人進入烏拉圭時已大量被屠殺。這些歐洲移民絕大多數都是來自西班牙和意大利，故烏拉圭人主要說西班牙語為主。

## 文化
- 何塞·恩里克·罗多，政治人物、作家、文化評論者，烏拉圭900一代的主要成員之一[24]。
- 豪爾赫·馬赫富德，烏拉圭寫作家
- 马里奥·贝内德蒂，烏拉圭著名的小說作家
- 纳塔利娅·奥雷罗，乌拉圭歌手、演员及时尚设计师

## 體育

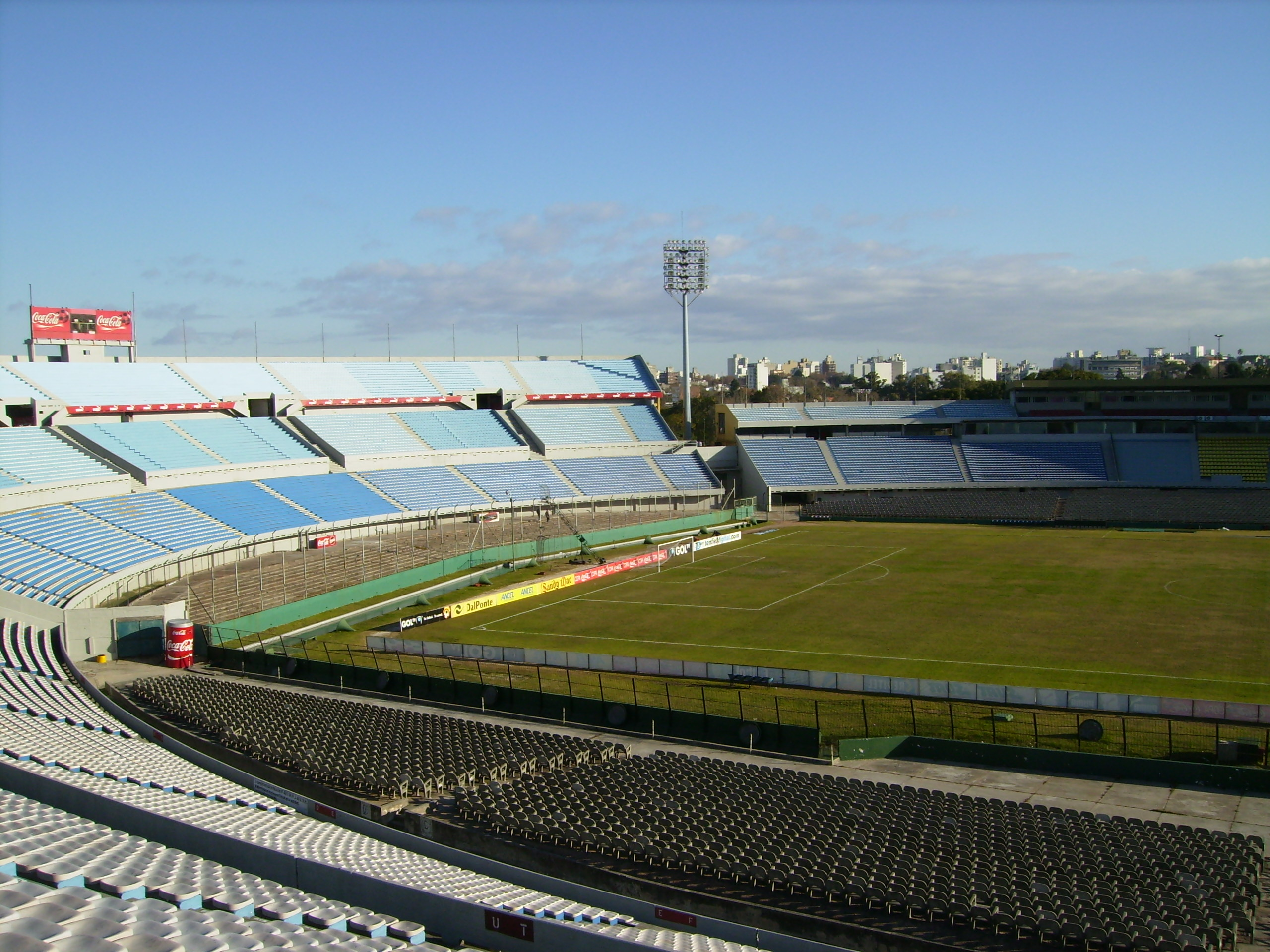
世紀球場

足球是烏拉圭人最熱愛的運動。而烏拉圭的足球運動曾在世界足球史上綻放光芒，烏拉圭国家足球队亦是1924年及1928年兩屆奧運會的足球比賽金牌得主。因而烏拉圭獲選為第一屆世界盃足球賽主辦國，並且在首屆1930年和1950年兩度奪得冠軍。另外，1970年及2010年兩次獲得殿軍，并培育出路爾斯·艾拔圖·蘇亞雷斯，魯本·索薩，阿爾瓦羅·雷科巴，迪亞哥·佛蘭，埃丁森·卡瓦尼，迪亞哥·戈丁等球星。
烏拉圭的籃球及橄榄球活動亦聞名國際。

## 外部連結
- 烏拉圭政府門戶網站
- 《世界概况》上有关Uruguay的条目 （英文）
- 中的“乌拉圭” （英文）
- 维基导游上有關乌拉圭的旅行指南（中文）
- 維基媒體的乌拉圭地圖集  （英文）

34°53′S 56°10′W / 34.883°S 56.167°W